# Dani Klein
Danielle Schoovaerts poznatija kao  Dani Klein (kraj Bruxellesa, 31. listopada 1953.), belgijska pjevačica.

## Životopis
S Vaya Con Diosima istakla se kao pjevačica baršunastog i pomalo mračnog glasa. Pjesme Puerto Rico, Nah neh nah i Don’t cry for Louie posebno ističu njenu boju glasa i duh ove pjevačice.
Počela je pjevati 1980. u sastavu Arbeid Adelt skupa s Lucom Van Ackerom (Revolting Cocks, Ministry, Shriekback) i u projektu Ladies sing the Blues (Dame pjevaju blues), zajedno s Réjane Magloire i Beverly Jo Scott (projekt Purple Prose).